# Börse München
La Börse München est la Bourse de Munich, fondée en 1830.

## Histoire
Comme les autres Bourses allemandes, Munich a été durablement pénalisé par Krach du 13 mai 1927 à la Bourse de Berlin, qui a vu l'indice boursier Office statistique du Reich (de) chuter de 31,9% en une journée (de 204 points à 139 points), deux ans avant le Krach de 1929, après avoir progressé de 182,8% en 16 mois. La Grande Dépression a ensuite causé une forte baisse à la fin des années 1920.
De 1963 jusqu'à octobre 2007, le siège de la Bourse de Munich a été le bâtiment de la Nouvelle Bourse.

## Direction
- 2000 à 2012 : Christine Bortenlänger
- Depuis 2018 : Marc Feiler[3]